# Aimé Michel
Aimé Michel (Saint-Vincent-les-Forts, 12 maggio 1919 – Saint-Vincent-les-Forts, 28 dicembre 1992) è stato uno scrittore e filosofo francese, specializzato in ufologia.

## Biografia
Nato a Saint-Vincent-les-Forts, nelle Alpi provenzali nel 1919, passa un'infanzia tra le montagne.
Laureatosi in filosofia, diventa poi insegnante di psicologia e nel 1944 comincia a lavorare alla RDF (Radio Diffusion Française, futura RTF poi ORTF).
Esperto di metodologia, scrittore scientifico, si interessa di ufologia e diviene membro del Collège Invisible di Jacques Vallée negli anni settanta.
È del 1958 la sua celebre teoria sull'ortotenia secondo cui, su un periodo abbastanza corto di circa 24 ore, gli avvistamenti UFO sono allineati alla faccia della terra. L'uso di simulazioni al computer ha fatto sì che questa teoria fosse rigettata definitivamente nel 1976. Inizialmente favorevole all'ipotesi extraterrestre, Michel ne evidenziò successivamente i problemi, affermando che esseri provenienti da luoghi così distanti, con notevoli costi energetici, non sarebbero venuti sulla Terra solo per fare alcune acrobazie, di solito di fronte alla gente comune. Il contatto avrebbe dovuto essere il risultato atteso, ma ciò non è successo, quindi l'idea dei dischi volanti extraterrestri è assurda. Dopo aver considerato favorevolmente per un certo periodo l'ipotesi parafisica sugli UFO, in seguito si convinse dell'impossibilità di conoscere le cause del fenomeno UFO e nel 1980 abbandonò l'ufologia.
I suoi lettori apprezzano generalmente il suo interesse approfondito per «tutto ciò che oltrepassa l'umano» e le sfide dello spirito. Qualificato come uno spirito libero dai suoi accoliti, ha da sempre avuto come obbiettivo il non lasciarsi limitare da nessun contatto esterno.
È stato un grande amico dei controversi Jacques Bergier e Louis Pauwels, autodefinedosi come un «ribelle patologico».

## Opere
- Montagnes héroïques, histoire de l'alpinisme, Ed., 1953, coll. «Découvertes» - Edizione italiana Storia eroica dell'alpinismo, dalle Alpi al K2, Ed Massimo Milano, 1955
- Lueurs sur les soucoupes volantes, Ed. Mame, 1954, coll. «Découvertes» (prefazione di Jean Cocteau) - Edizione italiana L'enigma dei dischi volanti, (prefazione Maner Lualdi) Ed Massimo Milano, 1955
- Mystérieux objets célestes, Ed. Arthaud, 1958, coll. «Clefs de l'Aventure-Clefs du Savoir», ristampa. Planète (Présence Planète), 1966; ristampa. Robert Laffont (Malesherbes) e Seghers, 1977
- La voix des poètes, inizio 1960, omaggio collettivo a Jean Cocteau: in collaborazione con Francois Reichenbach.
- Pourquoi je crois aux soucoupes volantes sul nº 59 della rivista Atlas agosto 1965, pagg 26-38
- Le mystère des rêves (con Wilhelm Moufang, William O. Stevens), Encyclopédie Planète, 1965.
- Les performances animales, Ed. Hachette, 1966, coll. «L'Aventure de la Vie».
- Histoire et guide de la France Secrète (con Jean-Paul Clébert), sul nº 31 di Encyclopédie Planète, 1968; ristampa Denoël, 1979.
- Pour ou contre les soucoupes volantes (con Georges Lear), Ed. Berger-Levrault, 1969.
- Mystérieuses soucoupes volantes (con Jacques Vallée e Fernand Lagarde, da «Lumières dans la nuit»), Ed. Albatros, 1973, rist. 1976.
- Le mysticisme, l'homme intérieur et l'ineffable, Ed. Culture, Art, Loisirs (CAL - CELT), 1973, coll. «Bibliothèque de l'Irrationnel et des Grands Mystères»: Psicologia dell'ineffabile, anormale e surnormale.
- Métanoïa, phénomènes physiques du mysticisme, Ed. Albin Michel, 1973, rist. 1986, coll. «Spiritualités Vivantes», nº 57 della serie «Religions Comparées», (rist. da Le mysticisme, l'homme intérieur et l'ineffable).
- En quête des humanoïdes (con Jacques Vallée, Charles Bowen (direttore della «Flying Saucer Review» e autore dell'opera), Antonio Ribera, William T. Powers, Gordon Creighton, Coral Lorenzen, Dr W. Buhler, etc.), Ed. J'ai Lu, coll. «L'Aventure Mystérieuse», 1974.
- Les Extra-Sensoriels - Calculateurs prodiges, volume dalla collezione Les Pouvoirs Inconnus de l'Homme (14 tomi), Ed. Tchou-Laffont, 1976-1977: due testi di Aimé Michel: Ces extra-sensoriels qui nous entourent nell'introduzione, e Vers une nouvelle clé des songes a proposito dei sogni, nella 2ª parte «Création et créativité».
- La fin du monde?, ripresa dal saggio sotto l'egida di Louis Pauwels da un numero della rivista «Question de» in materia, Ed. Retz (Albin Michel?), 1977.
- Mystérieux objets célestes, ristampa Robert Laffont, 1977. «Les autres mondes et leurs énigmes».
- La face cachée de la France (con Jean-Paul Clébert, Pierre Crépon, Jean-Michel Varenne e Jacques Brosse), coll. Mémoire Vive, tomo I, Ed. Seghers, 1978 (sotto la direzione di Louis Pauwels, préfacier). Capitolo di Aimé Michel: «L'Âme de la France à travers la tradition populaire».
- L'Apocalypse molle, Ed. Aldane, 2008. Prefazione di Jacques Vallée. Opera composta di testi inediti estratti dalla corrispondenza con Bertrand Méheust fra il 1978 e il 1990.
- La clarté au cœur du labyrinthe, cronache sulla scienza e sulla ragione tratte dalla rivista France catholique. Testi scelti e presentati da Jean-Pierre Rospars. Ed. Aldane, 2008.

### Prefazioni
- L'astrologie devant la science, Michel Gauquelin, Ed. Planète, 1963, coll. «Encyclopédie Planète»
- Le cosmos et la vie, CH-N. Martin, Ed. Planète, 1963, ristampa. Le Livre de Poche, 1970, coll. «Encyclopédie Planète»
- Trois milliards d'années de vie, A. de Cayeux, Ed. Planète, 1964, coll. «Encyclopédie Planète»
- Chroniques martiennes, Ray Bradbury, Ed. du Club des Amis du Livre, 1964
- Les certitudes irrationnelles, A. Guénot, Ed. Planète, 1967, coll. «Présence Planète»
- Ceux venus d'ailleurs, J. Lob e R. Gigi, Ed. Dargaud, 1973
- Le Collège Invisible, Jacques Vallée, Ed. Albin Michel, 1975, ristampa J'ai Lu, 1976, 1981
- Science-Fiction et soucoupes volantes: une réalité mythicophysique, B. Méheust, Ed. Mercure de France, 1978
- Le Nœud Gordien, ou la fantastique histoire des ovnis, T. Pinvidic, Ed. France-Empire, 1979
- OVNI: le premier dossier complet des rencontres rapprochées en France, M. Figuet e J-L. Ruchon, Ed. Alain Lefeuvre, 1979
- La Chine et les Extraterrestres, Shi Bo, Ed. Mercure de France, 1983

### Filmografia
- De l'animal à l'homme: un entretien avec Konrad Lorenz regia di Jacques Brissot, documentario, autore: Aimé Michel, 1968, ORTF, coll. «Un certain regard », 50 min.

## Citazioni
- Il primo mistero è: perché c'è qualcosa, piuttosto che niente? E il secondo, tanto grande quanto il primo: perché sono qui a pensare?
- Quando Yaveh disse: «Tu non farai immagini», non pensava già alla televisione
- Le persone normali sono quelle che riescono a far ammalare gli altri
- È ora di scoprire che tutti i sistemi di pensiero sono realizzati dai sistemi per evitare di pensare!